# 사랑한다고 말해봤니?
《사랑한다고 말해봤니?》는 2000년 MBC에서 방영한 드라마로, 대한민국 최초의 HDTV용 드라마이다.

## 등장 인물
- 정준 : 김상훈 역
- 김민선 : 이수연 역
- 소지섭 : 박경민 역
- 이계인
- 정한헌
- 최범호
- 함신영
- 서령
- 정소영